# 長江南路駅 (無錫市)
長江南路駅（ちょうこうなんろえき）は、中華人民共和国江蘇省無錫市新呉区新梅路と長江南路の交差点に位置する無錫地下鉄3号線の駅。

## 歴史
- 2020年10月28日：開業[1]。

## 駅構造
島式ホーム1面2線を有する地下駅。

## 駅周辺
- 無錫金榜高級中学
- 無錫宝徳工業園
- 先導集団産業園

## 隣の駅
無錫地下鉄
■ 3号線
無錫新区駅 L3/19 - 長江南路駅 L3/20 - 碩放機場駅 L3/21